# 皮埃尔维莱
皮埃尔维莱（法語：Pierrevillers，法語發音：[pjɛʁvile]；洛林法兰克语：Stenweller）是法国摩泽尔省的一个市镇，属于梅斯区

## 地理
皮埃尔维莱（49°13'25"N, 6°6'5"E）面积5.83 平方千米，位于法国大東部大區摩泽尔省，该省份为法国东北部内陆省份，是洛林的一部分，西南接默尔特-摩泽尔省，东临下莱茵省，北与卢森堡和德国接壤。
与皮埃尔维莱接壤的市镇（或旧市镇、城区）包括：阿姆内维尔、马朗日-锡尔旺日、龙巴。
皮埃尔维莱的时区为UTC+01:00、UTC+02:00（夏令时）。

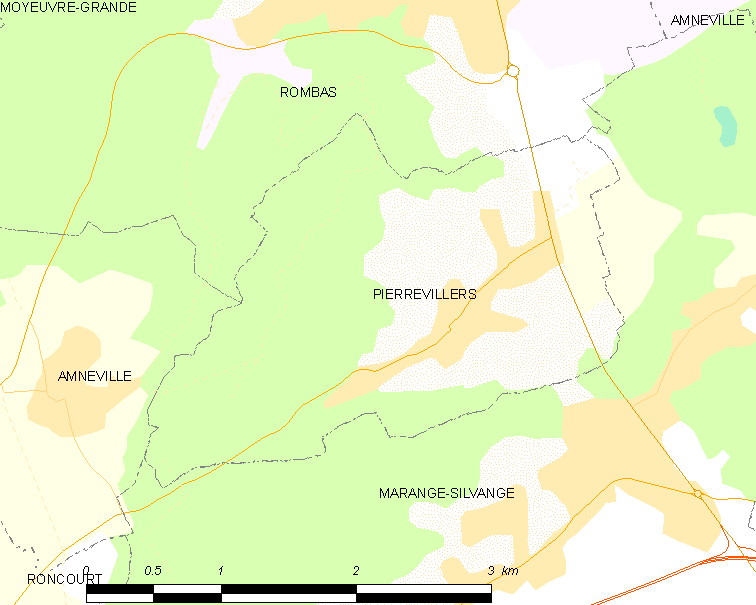
皮埃尔维莱的OSM定位图

## 行政
皮埃尔维莱的邮政编码为57120，INSEE市镇编码为57543。

## 政治
皮埃尔维莱所属的省级选区为龙巴县。

## 人口

1962-2008年间皮埃尔维莱人口变化图示

皮埃尔维莱于2022年1月1日时的人口数量为1460人。